# 5miinust
5miinust (estilizado en mayúsculas como 5MIINUST; pronunciado "viis miinust", en estonio "cinco menos") es un grupo de hip hop estonio formado en Võsu en 2015. Los miembros del grupo son Kristjan Jakobson (seudónimo "Estoni Kohver" o simplemente "Kohver"), Mihkel Tamm ("Päevakoer"), Karl Kivastik ("Põhja-Korea" o simplemente "Korea"), y Priit Tomson ("Lancelot"). Originalmente se les unió un quinto miembro, Pavel Botšarov ("Venelane"), quien dejó el grupo en 2023 y comenzó una carrera en solitario bajo el seudónimo Gameboy Tetris.
5miinust representará Estonia en el Festival de la Canción de Eurovisión 2024 junto a Puuluup con "(Nendest) narkootikumidest ei tea me (küll) midagi".

## Historia
Fundada en Võsu, en el condado de Lääne-Viru, 5miinust saltó a la fama en 2018, año en el que ambos álbumes de estudio "Aasta plaat" y "Rämmar", lanzados en 2016 y 2017 respectivamente a través de Legendaarne Records, se ubicaron entre los veinte primeros puestos en las listas de álbumes más vendidos a nivel nacional, convirtiéndolos en dos de los 18 álbumes más exitosos en 2018. Al año siguiente, grabaron el sencillo "Aluspükse" con Nublu, que estuvo seis semanas consecutivas en la cima del Eesti Tipp-40, convirtiéndose en la 3.ª canción más vendida en Estonia durante 2019. También, en el mismo año, firmaron con la rama báltica de Universal Music Group, sello a través del cual lanzaron los siguientes sencillos, "Paaristõuked", "Peo lõpp" y "Loodus ja hobused", los tres número uno en el Eesti Tipp-40.
Como parte de los Estonian Music Awards, los principales premios de la industria musical de Estonia, han ganado en la categoría de Artista del Año en dos ocasiones, además de recibir dos nominaciones adicionales.
En noviembre de 2023, 5miinust y Puuluup fueron anunciados como uno de los semifinalistas de Eesti Laul 2024, la selección estonia para el Festival de la Canción de Eurovisión 2024, con la canción "(Nendest) narkootikumidest ei tea me (küll) midagi". Se clasificaron para la final durante la primera ronda de la semifinal. Finalmente ganaron la final con el objetivo de representar a Estonia en el concurso.

## Discografía

### Álbumes de estudio
| Título                          | Detalles                                                                                               | Posiciones en listas |
| Título                          | Detalles                                                                                               | EST                  |
| ------------------------------- | --- | -------------------- |
| Korralik Saavutus - Aasta Plaat | - Publicado: 10 de agosto de 2016 - Sello: Legendaarne Records - Formatos: Descarga digital, streaming | 16                   |
| Rämmar                          | - Publicado: 1 de mayo de 2017 - Sello: Legendaarne Records - Formatos: Descarga digital, streaming    | 12                   |

### EP
| Título         | Detalles                                                                                                 |
| -------------- | --- |
| Niid por Spiid | - Publicado: 23 de abril de 2018 - Sello: Legendaarne Records - Formatos: Descarga digital, streaming    |
| Kõik en suüdi  | - Publicado: 30 de noviembre de 2021 - Sello: Universal Music Oy - Formatos: Descarga digital, streaming |

### Sencillos

#### Como artista principal
| Título | Año  | Posiciones en listas | Album or EP |
| Título | Año  | EST                  | Album or EP |
| --- | ---- | -------------------- | ----------- |
| "Erootika pood" | 2017 | 2                    |             |
| "Võlg" (featuring Tigran and 372)                                                                                           | 2018 | 14                   |             |
| "Jõul" (featuring Sass Henno)                                                                                               | 2018 | 6                    |             |
| "Aitäh" (featuring Sass Henno)                                                                                              | 2018 | 4                    |             |
| "Tsirkus" (con Nublu y Pluuto)                                                                                              | 2019 | 1                    |             |
| "Lendan" (featuring Orelipoiss)                                                                                             | 2019 | —                    |             |
| "Tasuta" | 2019 | 15                   |             |
| "Aluspükse" (con Nublu) | 2019 | 1                    |             |
| "Paaristõuked" (con Villemdrillem)                                                                                          | 2019 | 1                    |             |
| "Peo lõpp" | 2020 | 1                    |             |
| "Loodus ja hobused" (featuring Hendrik Sal-Saller)                                                                          | 2020 | 1                    |             |
| "Gloria" | 2021 |                      |             |
| "Buffalo" | 2021 |                      |             |
| "Koptereid" | 2021 | Kõik on süüdi        |             |
| "Vamos" | 2022 |                      |             |
| "Kõrvetab" (con Nublu y Nexus)                                                                                              | 2023 |                      |             |
| "Kallab" (con Nublu y Elina Born)                                                                                           | 2023 |                      |             |
| "(Nendest) narkootikumidest ei tea me (küll) midagi" (con Puuluup)                                                          | 2023 |                      |             |
| "—" denot que no fueron lanzados en el país o que no entraron en listas. "*" denota que la lista no existía en ese momento. |      |                      |             |

#### Otras canciones en listas
| Título                                                        | Año  | Posiciones en listas | Álbum o EP                      |
| Título                                                        | Año  | EST                  | Álbum o EP                      |
| ------------------------------------------------------------- | ---- | -------------------- | ------------------------------- |
| "Fuuria" (featuring Genka, Jalgpalluri Tütar, y Kuera)        | 2016 | 12                   | Korralik Saavutus - Aasta Plaat |
| "K2lifaat" (featuring Genka, Cool D, Vana Yoss, y Beebilõust) | 2016 | 15                   | Korralik Saavutus - Aasta Plaat |
| "Kuum"                                                        | 2016 | 13                   | Korralik Saavutus - Aasta Plaat |
| "Karussell"                                                   | 2017 | 4                    | Rämmar                          |
| "Naabrid"                                                     | 2017 | 6                    | Rämmar                          |
| "Deliirium"                                                   | 2017 | 20                   | Rämmar                          |
| "Skittles"                                                    | 2017 | 30                   | Rämmar                          |
| "Pohmakas"                                                    | 2018 | 22                   | Niid for Spiid                  |
| "Anna vett"                                                   | 2018 | 20                   | Niid for Spiid                  |
| "Trenažöör" (featuring Sass Henno y Jozels)                   | 2018 | 1                    | Niid for Spiid                  |
| "Keti lõpp" (featuring Reket)                                 | 2018 | 8                    | Niid for Spiid                  |

#### Colaboraciones
| Título                                                                           | Año  | Álbum o EP |
| -------------------------------------------------------------------------------- | ---- | ---------- |
| "Nii või naa (Neljas öö Remix)" (Jüri Pootsmann featuring 5Miinust y Sass Henno) | 2016 |            |
| "Viskit 2018" (Öökülm featuring 5Miinust, Genka, Napoleon y Contra)              | 2018 | Viskit     |